# 热利科·查伊科夫斯基
热利科·查伊科夫斯基（1925年5月5日—2016年11月11日），克罗地亚男子足球运动员，司职前锋。他曾代表南斯拉夫国奥队参加1948年夏季奥林匹克运动会足球比赛，获得一枚银牌。